# Alca torda
El alca común (Alca torda) es una especie de ave caradriforme de la familia Alcidae. Es la única especie de su género. No suele ser tan numerosa como el arao común (Uria aalge), pero es habitual en las colonias de aves marinas en el noroeste de Europa, con frecuencia menos llamativo debido a su preferencia por huecos en lugar de repisas abiertas.

## Descripción
El alca común tiene 38-43 cm de longitud, con una envergadura de 60-69 cm. Tiene las partes inferiores blancas y la cabeza, cuello, morso y patas negras. Durante la temporada de reproducción, una delgada línea blanca se extiende desde los ojos hasta el final del pico. Durante la temporada no reproductiva, la garganta y la parte trasera de los ojos se vuelven blancas, y la línea blanca en la cara se vuelve menos importante. El pico es de color negro, y es grueso de forma desafilada. La cola es puntiaguda.
En verano tiende a ir a las bahías resguardadas y a los estuarios, más que el arao común. Se distingue por su estructura, y su cola erguida y apuntada le diferencia de la corta y cuadrada del arao común; la forma de la cabeza y del pico son las mejores pistas para identificarla de cerca.

### Distribución

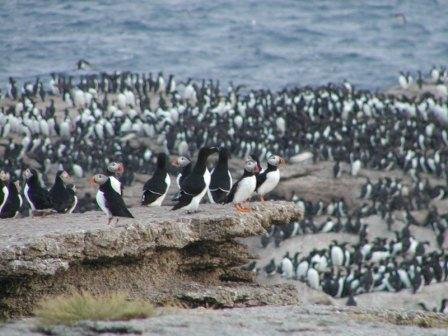
Colonia en Terranova, Canadá

Cría en islas y en costas rocosas. En Europa, su área de distribución se extiende desde Islandia hasta el noroeste de Francia, e incluso llega hasta el norte de España, donde su presencia es rara. Cría en acantilados con cavidades o piedras. Extendido en invierno, acercándose a veces a la costa. Muy rara tierra adentro, incluso tras vientos fuertes.
En la costa oriental americana, llega por el sur hasta Maine.
Entre el 60 y el 70 % de la población mundial de alca común anida en Islandia.

## Hábitat
Su hábitat de reproducción es islas, costas rocosas y acantilados en el norte de la costa  
Atlántica, en el este de América del Norte  hasta el sur de Maine (Estados Unidos),  y en el oeste de Europa, desde el noroeste de Rusia  hasta el norte de Francia. Las aves de Norteamérica  migran en alta mar y en el sur, desde el Gran Banco de Terranova a Nueva Inglaterra. Las aves de Eurasia también invernan en el mar, con algunos moviéndose muy lejos, hasta el oeste del  Mediterráneo.

## Comportamiento

### Alimento y anidación

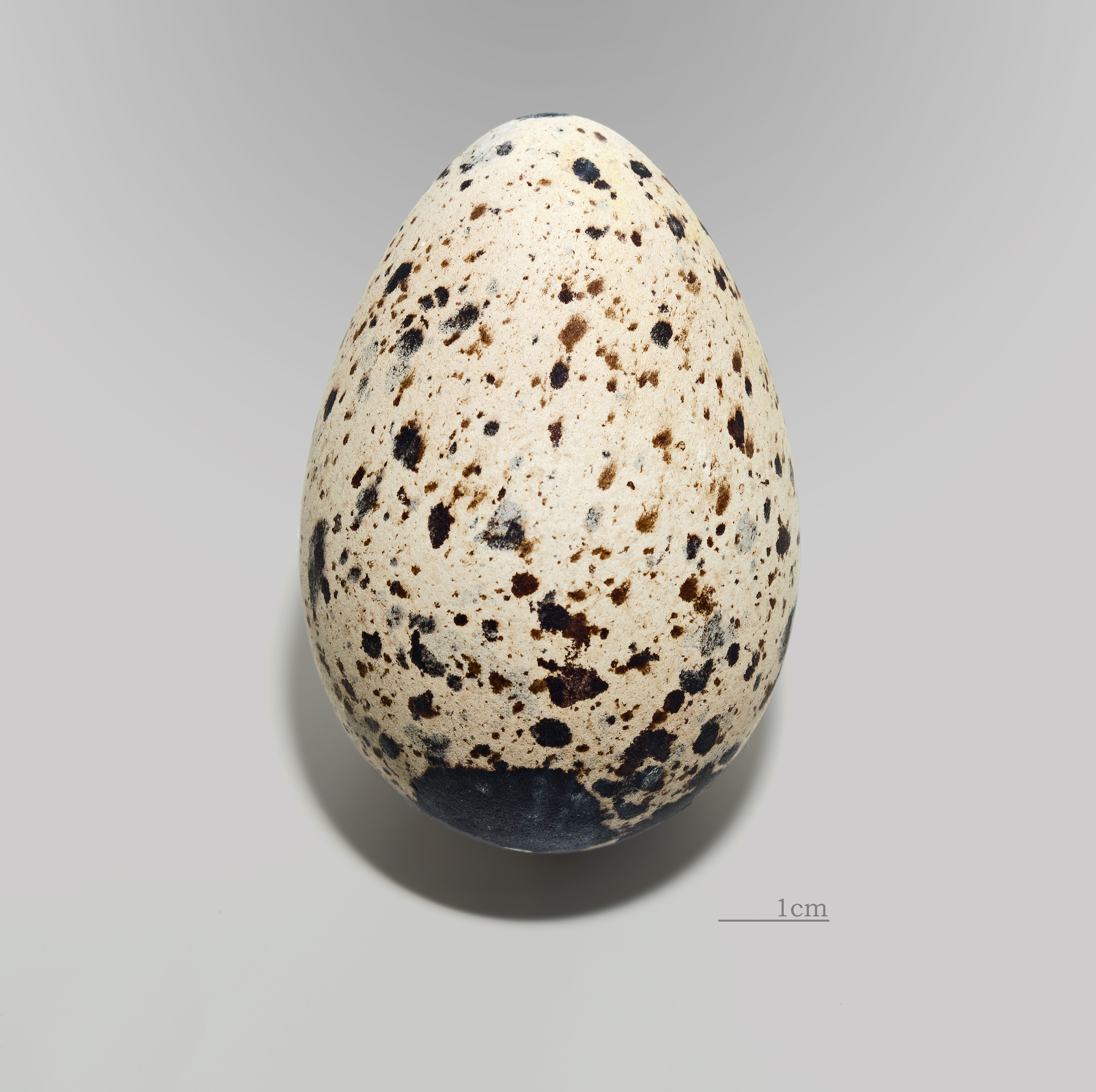
Huevo de Alca torda

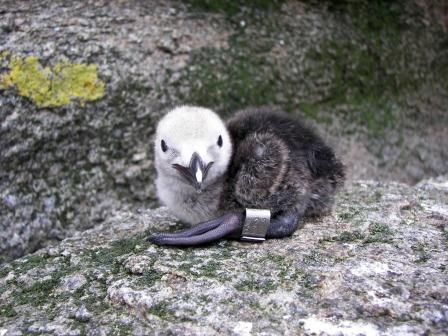
Polluelo

Estas aves buscan comida al nadar bajo el agua. Las alcas comunes pueden permanecer bajo el agua durante aproximadamente un minuto antes de ir a superficie. Atrapan a sus presas y se la comen bajo el agua. Se alimentan principalmente de peces, como el lanzón, arenque y capelán, también algunos crustáceos y gusanos marinos. Anidan en grandes  colonias y ponen sus huevos en la roca o tierra. El cortejo incluye tocarse los picos y ambos sexos se siguen el uno al otro en figuras de vuelos elaborados. Cada uno irá a buscar alimentos, y después, volverá al nido para hacerse cargo del cuidado de los huevos o los polluelos. Para la alimentación de sus pichones, pueden llevar hasta 20 peces al nido a la vez. También pueden volar más de 100 km hacia el mar para alimentarse, durante la incubación de huevos, pero cuando se trata del aprovisionamiento de los jóvenes, se alimentan más cerca de las zonas de anidación. La pareja estará unida por el resto de sus vidas.